# Nieuwen Bosch Humaniora Gent
Nieuwen Bosch Humaniora is een katholieke school voor secundair onderwijs in Gent. Naast ASO-richtingen biedt de school ook twee technisch-theoretische richtingen aan: Toerisme en Communicatie & Media. De school is gelegen aan de Lange Violettestraat en de Tweebruggenstraat en was lange tijd een meisjesschool.

## Geschiedenis
Samen met enkele zusters van Notre Dame de Namur richtte mère Julie Billiart in 1810 een school op in de oude cisterciënzerinnenabdij (zie Abdij Nieuwenbosch). Daarmee is Nieuwen Bosch de oudste katholieke school van Gent.
Het ideaal van mère Julie bestond erin om onderwijs en zorg te verstrekken aan de minderbedeelden. Dankzij het schoolgeld van de welstellende meisjes slaagde ze erin dit doel te realiseren. In het huidig pedagogisch project van de school blijft de zorg voor elke leerling het belangrijkste streefdoel.
Tot op heden houdt men het patrimonium in stand met respect voor de authenticiteit. Daarbij hebben vooral de pandgang, de feestzaal en de kapel met barokke toren een hoge cultuurhistorische waarde.
De meisjes en jongens van Nieuwen Bosch waren tot 2021 te herkennen aan het grijze uniform. Het meisjesinternaat biedt plaats aan meer dan honderd leerlingen. Nieuwen Bosch Humaniora maakt deel uit van de scholengemeenschap Edith Stein.

## Bekende oud-leerlingen
- Kenza Ameloot